# Antirhea buruana
Antirhea buruana är en måreväxtart som beskrevs av Shu Miaw Chaw. Antirhea buruana ingår i släktet Antirhea och familjen måreväxter. Inga underarter finns listade i Catalogue of Life.